# Planinsko, Smolean
Planinsko (în bulgară Планинско) este un sat în comuna Banite, regiunea Smolean,  Bulgaria. 

## Demografie
Componența etnică a satului Planinsko
     Nicio identificare (100%)
     Altele (0%)
La recensământul din 2011, populația satului Planinsko era de 8 locuitori. . Pentru 100% din locuitori nu este cunoscută apartenența etnică.